# Archamia
Archamia és un gènere de peixos pertanyent a la família dels apogònids.

## Taxonomia
- Archamia ataenia (Randall & Satapoomin, 1999)[2]
- Archamia biguttata (Lachner, 1951)[3]
- Archamia bilineata (Gon & Randall, 1995)[4]
- Archamia bleekeri (Günther, 1859)[5]
- Archamia buruensis (Bleeker, 1856)[6]
- Archamia flavofasciata (Gon & Randall, 2003)[7]
- Archamia fucata (Cantor, 1849)[8]
- Archamia leai (Waite, 1916)[9]
- Archamia lineolata (Cuvier, 1828)[10]
- Archamia macroptera (Cuvier, 1828)[10]
- Archamia mozambiquensis (Smith, 1961)[11]
- Archamia pallida (Gon & Randall, 1995)[4]
- Archamia zosterophora (Bleeker, 1856)[12][13][14][15][16][17][18]